# 기계가공
기계가공(機械加工)은 공작물에 대한 절삭 공구의 상대 운동으로 이루어져 주축의 회전수와 회전 방향을 이용할 수 있다.
기계가공은 제어된 재료 제거 공정을 통해 재료(종종 금속)를 원하는 최종 모양과 크기로 절단하는 공정이다. 이러한 공통 주제를 가진 프로세스를 제어된 재료 추가를 사용하는 적층 제조(3D 프린팅)와 달리 공작 기계를 사용하는 절삭가공이라고 총칭한다.
기계가공은 많은 금속 제품 제조의 일부이지만 목재, 플라스틱, 세라믹 및 복합 재료와 같은 다른 재료에도 사용될 수 있다. 기계가공을 전문으로 하는 사람을 기계운전자(machinist, 머시니스트)라고 한다. 기계가공을 하는 방이나 건물, 회사를 기계공장이라고 한다. 현대의 기계가공의 대부분은 컴퓨터 수치 제어(CNC)에 의해 수행되며 컴퓨터는 밀, 선반 및 기타 절단 기계의 움직임과 작동을 제어하는 데 사용된다. 이것은 CNC 기계가 무인으로 작동하여 기계 공장의 인건비를 줄여 효율성을 높인다.

## 같이 보기
- 자르기
- 공구관리